# ماري باس
ماري باس (بالإنجليزية: Mary Bass)‏ هي صحفية أمريكية، ولدت في 13 يوليو 1905، وتوفيت في 26 أغسطس 1996.